# Palazzo Strozzi del Poeta
Il Palazzo Strozzi del Poeta, o Giaconi, si trova a Firenze in via Tornabuoni 5.

## Storia
Nel 1463 Ludovico Strozzi entrò in possesso di alcune case dai Monaldi, attigue a palazzo Minerbetti e una ventina di anni dopo se ne aggiunse un'altra. Nel XVI secolo gli edifici preesistenti vennero unificati in un unico palazzo. 
Il palazzo ha questo nome per il fatto di essere appartenuto al letterato fiorentino Giovan Battista Strozzi, nei primi anni del Seicento. Qui egli era solito riunire l'Accademia degli Alterati e nel 1626 incaricò l'architetto Gherardo Silvani di progettare la facciata, a compimento dei lavori iniziati circa un secolo prima. 
Alla seconda metà del Seicento passò Ciappi, poi dal 1760 a Baldassarre Suarez, al quale seguirono i Giaconi e poi ad altri. Oggi è di proprietà condominiale.

## Descrizione

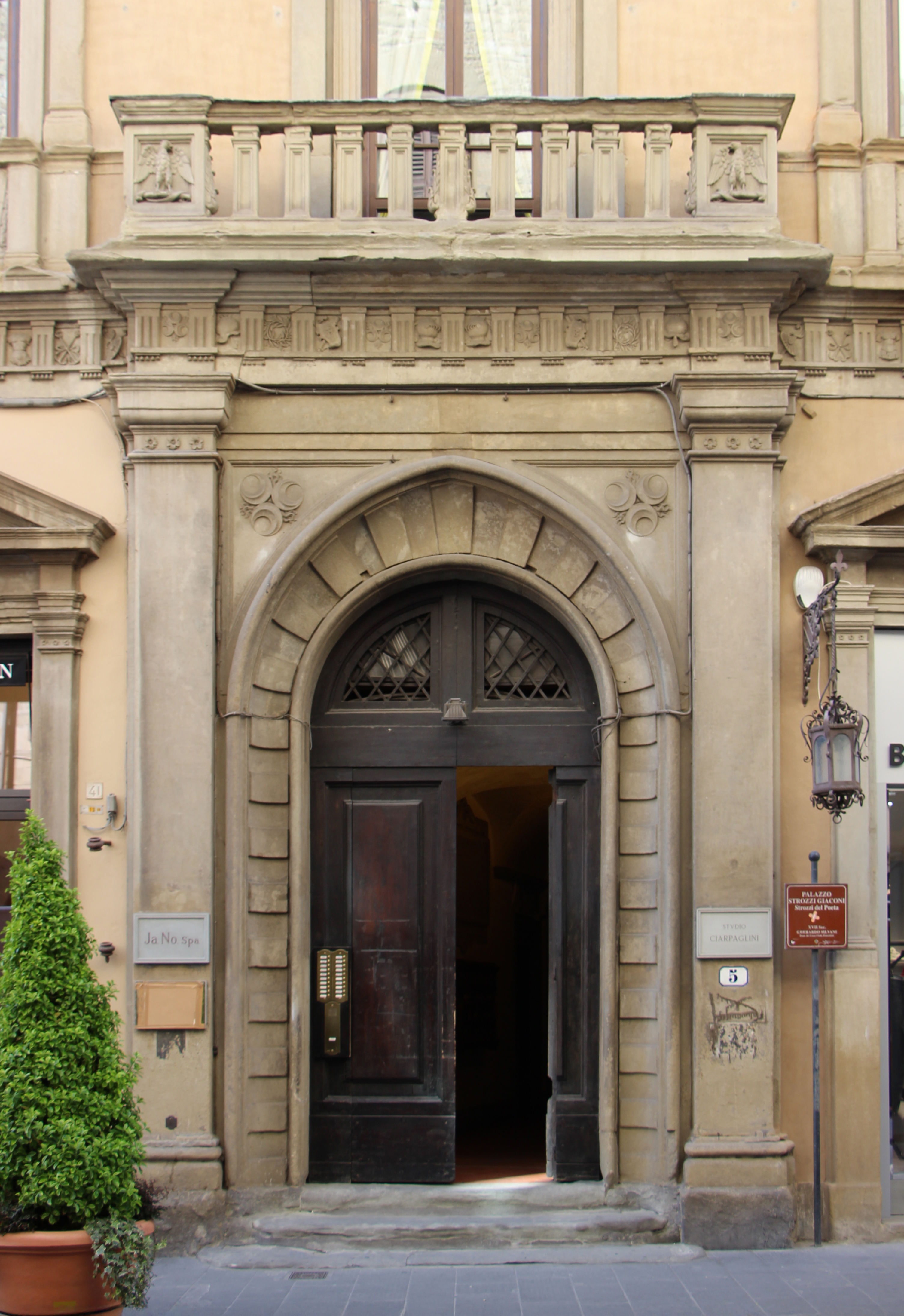
I decori scultorei tra cui le mezzelune araldiche degli Strozzi

La facciata del Silvani è un tipico esempio del barocco fiorentino, sobrio e composto, nel solco dell'architettura rinascimentale. 
Si eleva per i canonici due piani, più un sottotetto con finestre rettangolari. Tutti gli elementi architettonici sono in pietra serena spiccano sull'intonaco chiaro, come da tradizione fiorentina. Al pian terreno si trovano quattro portali timpanati per negozi e un grande portale centrale ad arco, affiancato da due colonne che reggono un balcone soprastante, elemento tipico dell'architettura del Silvani.
La cornice marcapiano è concepita come un fregio dorico, con triglifi, metope con trofei scolpiti (opera di Cosimo Lotti) e dentelli. Il piano nobile è il più ornato, con due statue con le arme degli Strozzi e dei Ciappi ai lati, opere di Antonio Novelli, le finestre con lesene, balaustre e timpani ad arco, il balcone con balaustra in pietra. Oltre un'altra marcapiano a rilievo si trovano le finestre del secondo piano, leggermente più semplici di quelle inferiori, prive di balaustra e con timpano triangolare. Esiste un'incisione della facciata di Ferdinando Ruggieri, dove però le finestre dell'ultimo piano sono ovali.
Lo stemma Strozzi campeggia al centro della facciata, tra nastri svolazzanti scolpiti a rilievo.